# CUL7
CUL7‏ (Cullin 7) هوَ بروتين يُشَفر بواسطة جين CUL7 في الإنسان.